# Голенкова, Зинаида Тихоновна
Зинаи́да Ти́хоновна Голенко́ва (род. 10 сентября 1939) — советский и российский социолог, ведущий специалист в области социальной структуры общества, истории российской социологии и социологии стран восточноевропейского региона. Доктор философских наук (1980), профессор. Руководитель Центра исследования социальной структуры и социального расслоения Института социологии РАН. Действительный член Российской академии социальных наук, член Академии безопасности и правопорядка, международной академии «Платон» (Греция) и Сербской академии образования. Почётный доктор Института социологии РАН.

## Биография
Родилась 10 сентября 1939 года.
В 1965 году окончила философский факультет МГУ имени М. В. Ломоносова.
С 1968 года работает в Институте конкретных социальных исследований. В 1972 году защитила кандидатскую диссертацию «Социально-классовая структура современного югославского общества и её отражение в социологической литературе СФРЮ».
На протяжении ряда лет (1974—1989) являлась учёным секретарём советской части Проблемной комиссии по социологии многостороннего сотрудничества учёных восточноевропейских стран и ответственным редактором от СССР Международного информационного бюллетеня.
В 1980 году защитила докторскую диссертацию по истории социологии в Югославии.
В 1990 была избрана исполнительным вице-президентом Советской социологической ассоциации, с 1978 года принимала активное участие в подготовке и работе всемирных социологических конгрессов. Вела активную преподавательскую деятельность в МГУ, РУДН, ГАУГН и других вузах.

## Научная деятельность
Голенкова З. Т. является основателем научной школы по изучению социальной структуры и стратификации общества, разработчик авторских курсов, программ и учебных пособий по истории социологии в странах Восточной Европы, истории социологии в России.
Руководила многолетними исследованиями по социальной дифференциации российского общества. Возглавляла научно-исследовательские проекты «Социальное расслоение», «Проблемы социального неравенства», «Средний класс российского общества», «Социальная стратификация и толерантность».
Огромную научно-практическую ценность представляют собой социологические исследования, проводимые в регионах России (в Калмыкии, Тюменской обл., Краснодарском крае и др.).
Автор более 300 научных работ, в том числе 10 книг и брошюр, 5 учебных пособий и программ, ответственный редактор 20 монографий и сборников, редактор-составитель фундаментальных изданий.
Член редколлегий журналов:
- «Социологическая наука и социальная практика» (Москва)
- «Мониторинг общественного мнения» (ВЦИОМ)

Член редакционных советов журналов:
- «Вестник РУДН. Социология» (Москва)
- «Общество и право» (Краснодар)
- «Социальные проблемы регионов» (Тюмень)
- «Социально-Экономические проблемы» (Элиста)
- «Теория и практика общественного развития» (Краснодар)

Руководитель грантов:
- Наемные работники в современном российском обществе: дифференциация и динамика развития (РГНФ) (2014 - 2016)
- Процессы социальной интеграции и дезинтеграции в трансформирующихся обществах России и Монголии (РГНФ) (2014 - 2016)
- Рабочие: динамика развития и социальньно-статусные позиции в современном российском обществе (РГНФ) (2011 - 2013)
- Социальные проблемы становления постиндустриального общества: Россия-Беларусь (РГНФ) (2009 - 2010)
- Региональные социально-структурные трансформации в российском обществе (сравнительный анализ) (РГНФ) (2007 - 2009)
- Неформальная занятость в России и Монголии в условиях глобализации (РФФИ) (2020 - 2022)

## Награды и премии
- 1999 г. Медаль ордена «За заслуги перед Отечеством» II степени
- 2010 г. Серебряная медаль имени Питирима Сорокина (ИС РАН)
- 2014 г. Медаль Монгольской академии наук «Хубилай хан»
- Почетные грамоты Российской академии наук за вклад в развитие социологической науки

## Публикации
С полным списком работ З. Т. Голенковой можно ознакомиться на официальном сайте Института социологии РАН (ко многим из них есть полный текст).

### Монографии
- Голенкова З. Т. Избранные труды. — М.: Новый хронограф, 2014. — 343 с. ISBN 978-5-94881-261-8
- Голенкова З. Т., Игитханян Е. Д. Наемные работники в России — контуры формирующейся социальной общности // Saarbruken, LAMBERT Academic Publishing, 2013. — 112 с. ISBN 978-3-659-98543-0
- Социально-политические системы в сравнительном контексте: цивилизации и идентичности  / Под редакцией А. С. Железнякова и Т. Н. Литвиновой. — М.: ИС РАН. — 352 c. URL: http://www.isras.ru/publ.html?id=2938 ISBN 978-5-89697-235-8
- Россия и Китай: изменения в социальной структуре общества : [монография] / отв. редакторы: М. К. Горшков, Ли Пэйлинь, З. Т. Голенкова. — М.: Новый хронограф, 2012. — 512 с. (На китайском и английском языках) ISBN 978-5-94881-179-6.
- Голенкова З. Т. Социальная структура общества и социальная стратификация. М.: Гуманитарий, 2011. С. 1-48. ББК: 60.52
- Голенкова З. Т., Игитханян Е. Д. Социальные группы современной России: генезис, реальность, перспективы [Монография] // Palmarium (academic publishing), 2012. 136 с. ISBN 978-3-8473-9509-6
- Голенкова З. Т., Игитханян Е. Д., Орехова И. М., Голиусова Ю. В. Трудовая занятость в регионе: социальные характеристики и тенденции развития // Россия реформирующаяся. Ежегодник / Отв. ред. М. К. Горшков. — Вып. 8. — М.: Институт социологии РАН, 2009. С. 166—182. ISBN 978-5-89697-176-4
- Голенкова З. Т., Маркович Д. Ж., Шувакович У. Социология. Белград, 2009. ISBN 978-86-80273-32-7
- Голенкова З. Т., Игитханян Е. Д., Голиусова Ю. В., Орехова И. М. Российский средний класс: особенности профессионального поведения// Средний класс в современной России /Отв. ред. М. К. Горшков, Н. Е. Тихонова; Институт социологии РАН. — М.: 2008. С. 199—222. ISBN 978-5-89697-144-3
- Голенкова З. Т., Нарбут Н. П. История социологической мысли в странах Центральной и Восточной Европы. М.: РУДН, 2003. I издание. ISBN 5-209-01537-8-301
- Голенкова З. Т., Акулич М. М., Кузнецов И. М. Общая социология: Учебное пособие. — М.: Гардарики, 2005. — 474 с. [Пер. на азербайджанский язык, 2007] ISBN 5-8297-0217-7
- Голенкова З. Т., Нарбут Н. П. История социологической мысли в странах Центральной и Восточной Европы. М.: РУДН, 2010. II издание. ISBN 978-5-209-03221-2
- Голенкова З. Т. Очерк истории социологической мысли в Югославии. М.: Изд-во «Наука», 1984.

### Статьи
- Голенкова З. Т., Игитханян Е. Д. Административно-управленческие структуры в трансформирующемся обществе: статусно-ролевые позиции (Власть… Кому она всласть?) // Власть. 2014. № 3.
- Голенкова З. Т., Голиусова Ю. В. Новые социальные группы в современных стратификационных системах глобального общества // Социологическая наука и социальная практика. 2013. № 3.
- Голенкова З. Т., Игитханян Е. Д. Статусные характеристики рабочих России // Социологические исследования. 2012. № 12.
- Голенкова З. Т. «У нас был довольно большой свой мир…» // Социологический журнал. 2009. № 4.
- Голенкова З. Т., Игитханян Е. Д. Социальная структура общества: в поиске адекватных ответов // Социологические исследования. 2008. № 7.
- Голенкова З. Т., Барбакова К. Г. Российские практики в глобализирующемся мире (недоступная ссылка) // Социологические исследования. 2007. № 4.
- Голенкова З. Т., Игитханян Е. Д. Профессионалы — портрет на фоне реформ // Социологические исследования. 2005. № 2.
- Голенкова З. Т., Орлова Н. К. Развитие социологии в России (с момента зарождения до конца XX века). Учебное пособие (Под ред. Е. И. Кукушкиной). М., 2004.; // Социологические исследования. 2005. № 2.
- Голенкова З. Т., Игитханян Е. Д. Поли- и монозанятые в российском обществе: социально-структурный анализ // Социологические исследования. 2004. № 2.
- Голенкова З. Т., Игитханян Е. Д. Наемные работники. Некоторые черты формирующегося класса // Социологические исследования. 2002. № 9.
- Голенкова З. Т., Игитханян Е. Д. Безработные: особенности российского бытия// Социологические исследования. 2001. № 5.
- Голенкова З. Т. Гражданское общество // Политическая социология, 2000.

### Участие в конференциях в 2013 г.
- Всероссийская научно-просветительсткая конференция «Имитация как принцип интолерантного поведения». Доклад: «Имитация социальной идентичности в условиях трансформации»
- Международная конференция «Социальные идентичности и социальная структура России и Монголии в условиях трансформации». Доклад: «Новые социальные группы в современных стратификационных системах глобального общества (Монголия, Уланбаатор, 2013)»
- Модернизационный потенциал и социальные практики — основа конкурентоспособности и консолидации российских регионов: III Тюменского социологического форума. 3-4 октября 2013 г. Доклад: «Социальное неравенство как фактор дезинтеграции современного российского общества»

### Редактор-составитель
- Политическая социология /Ред.-сост. З. Т. Голенкова. М.: Мысль, 2000.
- Социологическая энциклопедия /Ред.-сост. З. Т. Голенкова. М., 2003. т. I—II.
- Хрестоматия по истории социологии в странах Восточной и Юго-Восточной Европы /Ред.-сост. З. Т. Голенкова, Н. П. Нарбут. М.: Издательство Российского Университета дружбы народов, 2005. ISBN 5-209-01693-5
- Социальная структура и социальная стратификация современного российского общества /Ред.-сост. З. Т. Голенкова. М.: Институт социологии РАН, 1998. [Пер. на китайский язык, Пекин, 2001] ISBN 5-89697-0154-3 (ошибоч.)
- Гражданское общество: теория, история, современность /Ред.-сост. З. Т. Голенкова. М.: Институт социологии РАН, 1999. ISBN 5-89697-025-0